# Le mille e una notte... e un'altra ancora!
Le mille e una notte... e un'altra ancora! è un film del 1972, diretto da Enrico Bomba.

## Trama
Un sultano fa regolarmente decapitare le sue amanti dopo aver goduto di esse per una sola notte.
Due ragazze evitano la morte raccontando all'uomo delle storie eccitanti.
Dopo alcune notti passate a sentire favole, il sultano sposa una delle ragazze e licenzia il suo carnefice.

## Le storie principali

### La donna e il pappagallo
Un nobile di nome Sindibad si ribella al raggiro della moglie perché voleva che uccidesse il figlio e lo tradiva ripetutamente con vari uomini. Quest'uomo possedeva un pappagallo capace di parlare e di raccontare tutto ciò che vedeva durante il giorno. La moglie dell'uomo, volendo sbarazzarsi del pappagallo, simulò un temporale e il pennuto raccontò ciò il giorno dopo a Sindibad. L'uomo, sapendo che non aveva piovuto e che il pappagallo mentiva, lo uccise, ma poi se ne pentì amaramente perché scoprì l'imbroglio della moglie.

### Irsuf e la maga
Il giovane Irsuf è disposto a tutto pur di avere per sé la bellissima Casal, figlia del sultano. Tuttavia egli si avvale dell'aiuto di una strega che, ingannandolo, crea distruzione e scompiglio nel regno, facendo cadere Irsuf in una girandola di equivoci e tradimenti.

### Aziz e Budùr
L'episodio era uno delle principali storie de Il fiore delle Mille e una notte di Pier Paolo Pasolini. A Baghdad Aziz sta per sposarsi con Aziza, ma la tradisce con una fanciulla misteriosa di nome Budùr. Questa, facendo in modo che il suo amato si presentasse più volte nella sua casa, gli manda frammenti di messaggi che Aziz avrebbe dovuto riportarli con una risposta chiara e concisa la notte dopo. Così accade che il giovane commette un gran peccato dimenticandosi di Aziza, donando tutto il suo passionale amore e Budùr la quale si rivelerà una maga che punirà severamente Aziz dopo che viene a sapere della morte di Aziza.